# Bertha-und-Carl-Benz-Preis
Der Bertha-und-Carl-Benz-Preis wird alle zwei Jahre von der Stadt Mannheim verliehen.
Der Preis wurde im Jahr 2011 ins Leben gerufen, als die Erteilung des Patents für den ersten Motorwagen sich zum 125. Mal jährte. Er erinnert an den Erfinder Carl Benz, der in Mannheim das erste Automobil konstruierte, und seine Ehefrau Bertha Benz, die die erste Fernfahrt unternahm. Mit dem Preis werden Personen, Gruppen oder Organisationen geehrt, die sich um eine Verbesserung der Mobilität – besonders für eine umweltgerechtere, sozialere oder einfachere Mobilität – einsetzen. Er ist mit 10.000 Euro dotiert.

## Preisträger
- 2011: Shai Agassi, israelischer Softwareunternehmer[3]
- 2013: José del. R. Millán, spanischer Forscher[3]
- 2015: Jan Gehl, dänischer Stadtplaner[3]
- 2017: World Bicycle Relief, internationales Projekt für Lastenfahrräder in Entwicklungsländern[3]
- 2019: Loujain al-Hathloul, saudische Frauenrechtlerin, die sich für die Aufhebung des Fahrverbots für Frauen in Saudi-Arabien einsetzte[3]
- 2021: Andreas Knie und Weert Canzler, deutsche Mobilitätsforscher[4]
- 2023: Formula Student Germany, Teil des größten studentischen Konstrukteurswettbewerbs der Welt[5]
- 2025: 4ma 3ma Rehatechnik GmbH, Entwicklung und Herstellung von Rollstühlen für Kinder und Jugendliche[6]